# Agamemnon (Schiff, 1852)
Die Agamemnon, auch HMS Agamemnon, war ein 91-Kanonen-Linienschiff der gleichnamigen Klasse der britischen Marine, das von 1852 bis 1862 in Dienst stand.

## Allgemeines
Sie wurde 1849 von der britischen Admiralität geordert, nachdem von Frankreich eine offensichtliche Bedrohung ausging. Dieses trieb nämlich die Entwicklung von Schiffen der sogenannten Napoléon-Klasse vehement voran, was die Briten dazu veranlasste, ein Gegengewicht zu stellen.
Die Agamemnon war das erste britische Linienschiff, das vom Kiel an aufwärts als dampfbetriebenes Segelschiff konzipiert wurde.
Dampfantrieb hatte während eines Gefechtes einen immensen Vorteil gegenüber Segelantrieb, da man sich windunabhängig einem feindlichen Schiff nähern und somit die Windkomponente in Bezug auf taktische Fahrmanöver fast völlig ausklammern konnte.
Man ging seinerzeit aber trotzdem davon aus, dass das Schiff die meiste Zeit mit Segeln angetrieben werden würde, da damalige Dampfantriebe noch nicht sonderlich leistungsfähig waren. Aus diesem Grund wurde die Agamemnon trotz des Dampfantriebes noch, wie zu damaligen Zeiten bei großen Kriegsschiffen üblich, mit drei Masten und voller Besegelung ausgestattet.
Sie war dann trotzdem nicht das erste fertiggestellte dampfbetriebene Kriegsschiff; dies war die 1852 fertiggestellte Sans Pareil, ein vorher existierendes Linienschiff zweiten Ranges, das erstmals den Dampfantrieb als Hilfsantrieb für die Besegelung erhielt.
Das Schiff führte als Bewaffnung Vorderladerkanonen auf zwei Decks verteilt mit sich, wie es für Kriegsschiffe der damaligen Zeit üblich war.
Die Agamemnon wurde der britischen Mittelmeerflotte zugeteilt und versah ihren Dienst während des Krimkrieges als Flaggschiff von Konteradmiral Sir Edmund Lyons.
Zwischen 1857 und 1858 wurde die Agamemnon als Kabelschiff ausgerüstet. Sie verlegte die östliche Hälfte des ersten transatlantischen Telegrafenkabels.
Das Schiff wurde 1870 zum Abwracken verkauft.